# Kalervo Toivonen
Pour les articles homonymes, voir Toivonen.
Kalervo Toivonen (né le 22 janvier 1913 à Salo – mort le 5 juillet 2006 à Turku) est un athlète finlandais spécialiste du lancer du javelot, médaillé de bronze aux Jeux olympiques de 1936.

## Carrière
Toivonen a représenté la Finlande aux Jeux olympiques d'été de 1936 à Berlin , où il a lancé le javelot à 70,72 mètres pour remporter la médaille de bronze. La compétition dans le lancer du javelot a été extrêmement serrée; Son compatriote finlandais Matti Jarvinen est blessé et ne termine que 5e avec 69,18 m son autre compatriote, Yrjo Nikkanen a terminé à seulement cinq centimètres devant Toivonen pour remporter la médaille d'argent , et un mètre devant les deux Finlandais était l' Allemand Gerhard Stöck , qui a remporté la médaille d'or à 71,84 mètres Adolf Hitler exulte dans les tribunes.

### Palmarès
| Année | Compétition           | Lieu   | Résultat | Performance |
| ----- | --------------------- | ------ | -------- | ----------- |
| 1936  | Jeux olympiques d'été | Berlin | 3e       | 70,72 m     |